# Alain Savouret
Alain Savouret (* 24. Januar 1942 in Le Mans/Pays de la Loire) ist ein französischer Pianist, Dirigent und Komponist.

## Leben
Savouret absolvierte eine klassische Musikausbildung am Pariser Konservatorium u. a. bei Elsa Barraine, Marcel Beaufils und Olivier Messiaen und wurde am Service de Recherche des ORTF von Pierre Schaeffer in die experimentelle Musik eingeführt. Von 1968 bis 1972 leitete er die Forschungsabteilung der Groupe de recherches musicales, danach arbeitete er mit der Groupe de musique expérimentale de Bourges (später Institut international de musique électroacoustique de Bourges) zusammen. Von 1992 bis 2007 leitete er am Pariser Konservatorium eine Klasse für „generative Improvisation“. Zu seinen Schülern zählen u. a. Benjamin de la Fuente, Cédric Catrisse, Benjamin Dupé, Samuel Sighicelli und Charlotte Testu.
Neben Auftragswerken für das französische Kultusministerium, Radio France und zahlreiche Kultur- und Kunstzentren realisierte Savouret musikalische Ereignisse unter Einbeziehung von Kindern, Erwachsenen, Laien und professionellen Orchestern, häufig mit Bezug auf eine spezifische Region und deren kulturelles Erbe und Brauchtum. Neben Konzertwerken (elektroakustisch, instrumentell oder auch gemischt) komponierte Savouret u. a. eine Kammeroper und andere Bühnenwerke, pädagogische Stücke und multimediale Werke. 1982 wurde er mit dem Grand Prix für Komposition der SACEM ausgezeichnet.

## Werke
- Selon (1970)
- Tango (1971)
- Chant triglotte (1984)
- Lettre à Miguel de Saavedra (1985)
- L’Ouïe Spartacus
- Roi Artus (1987)
- Célébration orphéonique (1989)
- Fort-Nieulay (1991)
- Veillée composée (1992)
- Blanche-Noire et les 24 mains (1996)